# Венеди
Вижте пояснителната страница за други значения на Венети.
Венетите или Венедите (на латински: Venedi, Venetae, Venedae; Vistula Veneti, Venetos balticos, Venadi Sarmatae, на гръцки: Ούενέδοι) са група племена, обитавали Източна Европа (предимно територията на Полша) и са близки (или предци) на славяните.
От името им вероятно произлиза названието на славянското племе Венди (думата Wenden също: „Vindi“, Vindi на бг.: Ветрове).
Плиний Стари (* ок. 23; † 25 август 79) пише в своята Naturalis historia, по разкази на скандинавци, че в страната Aengina, източно от Балтийско море (или Източно море) живеят до р. Висла, североизточно и източно от морето, сармати, венети, скири и хири (Sarmatae, Venetae, Sciren, Hirren).
Според Йорданес през 350 г. склавени (sclaveni или славяни), венети и анти са подчинени от остготите на крал Hermanaricus.
Според така наречените „Венетер-култ“ и „Венетер-теория“ на Jožko Šavli и Matej Bor западните славяни или славянските карантани произлизат от древните венети.